# Ромо, Хоакин
Хоакин Алехандро Ромо Лопес (исп. Joaquín Alejandro Romo López; 19 ноября 1999 года) — чилийский футболист, играющий на позиции полузащитника. В настоящее время выступает за чилийский клуб «Палестино».

## Клубная карьера
Ромо — воспитанник чилийского клуба «Палестино». С 2017 года является игроком основной команды. 14 мая 2017 года дебютировал в поединке чилийского чемпионата против «Депортес Темуко», выйдя на замену на 81-й минуте вместо Майкела Сандоваля. 6 июля 2017 года Ромо забил за команду свой первый гол, поразив ворота бразильского «Фламенго» в матче Южноамериканского кубка.